# UFC on Fox: Shevchenko vs. Peña
UFC on Fox: Shevchenko vs. Peña var en MMA-gala som arrangerades av Ultimate Fighting Championship och ägde rum 28 januari 2017 i Denver i USA. 

## Resultat
1. ↑  Catchweight 209,6 lbs.[2]